# Список картин Валантена де Булонь
Валанте́н де Було́нь, справжнє ім'я Жа́н Валанте́н ( бл. 1591 — 1632)— художник першої третини 17 ст. доби бароко в Римі, француз за походженням. З 1614 року мешкав і працював в Римі.  Малював релігійні картини і побутові сцени, іноді портрети. Один з найкращих і талановитих караваджистів. Італійці вважають його представником римської школи живопису і своїм художником. Частка картин майстра не датована або не має підпису. Тому приписана до творів інших майстрів.
| Картина          | Назва                                  | Розміри          | Рік         | Місцезнаходження                                                   |
| ---------------- | -------------------------------------- | ---------------- | ----------- | ------------------------------------------------------------------ |
|                  | «Шулер»                                | 186.5 × 122 см   | бл. 1615 р. | Дрезденська картинна галерея                                       |
|                  | «Картярі з шулером»                    | 121 х 152 см     | до 1618 р.  | Національна галерея мистецтва, Вашингтон                           |
|                  | «Христос жене торгашів з храму»        | 195 x 260 см     | бл. 1618 р. | Національна галерея старовинного мистецтва (Рим)                   |
|                  | «Динарій кесаря»                       | 111 × 154 см     | бл. 1620 р. | Версаль, Франція                                                   |
|                  | « Євангеліст Лука»                     |                  |             |                                                                    |
|                  | «Зречення апостола Петра»              |                  | бл. 1620 р. | Фонд Роберто Лонгі, Флоренція                                      |
|                  | «Мучеництва святого Лаврентія»         | 195 х 261 см     | бл. 1621 р. | Національний музей Прадо, Мадрид                                   |
|                  | «Давид з головою Голіафа і два вояки » | 99 х 134 см      | бл. 1621 р. | Музей Тиссена-Борнемісса, Мадрид                                   |
|                  | «Христа коронують терновим вінцем»     |                  |             | Стара пінакотека, Мюнхен                                           |
|                  | «Христос і грішниця»                   |                  | 1620-ї рр.  | Музей Гетті, Каліфорнія                                            |
|                  | «Концерт (Валантен де Булонь)»         | 173 x 214 см     | 1625 р.     | Лувр, Париж                                                        |
|                  | «Бенкет з музикою»                     | 95 x 133 см      | 1625 р.     | Лувр, Париж                                                        |
|                  | «Суд царя Соломона »                   | 176 х 210 см     | бл. 1625 р. | Лувр, Париж                                                        |
|                  | «Таємна вечеря»                        | 139 × 230 см     | 1625 р.     | Національна галерея старовинного мистецтва (Рим)                   |
|                  | «Юдиф з головою Олоферна»              | 97 × 74 см       | до 1625 р.  | Музей августинців, Тулуза                                          |
|                  | «Юдиф в наметі Олоферна»               | 106 × 141 см     | 1626 р.     | Національний музей красних мистецтв, Мальта                        |
| [[File:\|150px]] | «Зречення апостола Петра»              | 119 × 172 см     | не датована | Державний музей образотворчих мистецтв імені О. С. Пушкіна, Москва |
|                  | «Чотири пори людського життя»          | 92 х 76,5 см     | бл. 1626 р. | Національна галерея (Лондон)                                       |
|                  | «Музикування» або «Концерт »           | 111,7 × 146,6 см | бл. 1626 р. | Музей мистецтв округу Лос-Анжелес                                  |
|                  | «Ворожка»                              | 125 х 175 см     | бл. 1628 р. | Лувр, Париж                                                        |
|                  | «Алегорія Італії»                      | 345 х 333 см     | бл. 1628 р. | Рим, Римський інститут Фінляндії                                   |
|                  | «Мучеництво Процессуса і Мартіріануса» | 302 × 192 см     | бл. 1629 р. | Рим, Ватикан                                                       |
|                  | «Іван Хреститель в пустелі»            | 130 × 90 см      | бл.1629 р.  | церква Санта Марія ін Віа, Камеріно                                |
|                  | «Самсон»                               |                  | бл.1630 р   | Музей мистецтв, Клівленд, США                                      |
|                  | «Рафаелло Менікуччі»                   | 79,5 х 62 см     | бл. 1631 р. | Музей мистецтв, Індіанаполіс, США                                  |